# Muzej ulične umjetnosti
Muzej ulične umjetnosti je godišnja umjetnička manifestacija koja se održava u Zagrebu. Održava se od 2010. svake godine. Manifetacija okuplja ulične umjetnike iz Hrvatske i inozemstva.
Manifestaciju organizira neprofitna udruga Centralna jedinica osnovana 2009. koja je osnovana radi "promicanja, razvitka i unapređenja kulture i umjetnosti, poticanja kreativnosti te stvaranja platforme za razmjenu znanja i vještina." 
Cilj ove manifestacije jest promicati uličnu umjetnost, decentralizirati kulturnu ponudu Zagreba i oživiti zanemarene dijelove grada.
Naglasak ove manifestacije jest na segmentu izvedbe koji je specifičan za mjesto gdje se izvodi, ali unutar šireg pojma instalacije i skulpturalnog ambijenta. 
Manifestacija okuplja umjetnike čiji se radovi mogu smatrati transgresivnima i avangardnima a unutar odabranih medija. Cilj je široj publici približiti umjetnost "kroz aktivno uključivanje promatrača u iskustvo rada."
Manifestacija izlaže djela likovne umjetnosti, instalacije, konceptualne umjetnosti, filmske umjetnosti i dr. 
Svaki plakat za ovu manifestaciju samostalno je umjetničko djelo.